# Pioneer 1
La Pioneer 1 (també anomenada Thor-Able 2 o Pioneer I) fou la segona nau espacial del programa Pioneer, la primera llançada per la NASA (acabada de constituir), llançada l'octubre de 1958 amb la missió d'estudiar l'espai interplanetari entre la Lluna i la Terra.

## Missió
L'objectiu de la Pioneer 1 era estudiar la radiació ionitzant, els raigs còsmics, el camp magnètic i la presència de micrometeorits en l'espai entre la Lluna i la Terra i en les possibles òrbites lunars. A causa d'un error en el coet llançador, la sonda només assolí una trajectòria balística i no assolí la Lluna; nogensmenys, aconseguí retornar dades sobre l'espai interplanetari proper a la Terra.
La sonda es llançà l'11 d'octubre de 1958, però es produí un error en l'encesa dels motors de l'etapa superior del llançador, que no aportaren l'increment de velocitat (Δv) necessari. Això provocà que la sonda entrés en una trajectòria balística que la retornaria a la Terra, després d'assolir una distància màxima de 113.800 km. Durant aquesta trajectòria la sonda transmeté informació científica útil, que demostrà que la radiació que envolta la Terra es troba en forma de bandes, cartografià els fluxos principals de radiació, detectà per primera vegada les oscil·lacions del camp magnètic interplanetari i mesurà la densitat de micrometeorits. Després de 43 hores, la sonda reentrà a l'atmosfera i es destruí, el 13 d'octubre a les 03:46 UT.

## Disseny de la sonda
La Pioneer 1 consistia en un curt cilindre completat per una secció cònica a cada extrem. El cilindre tenia un diàmetre de 74 cm i la llargada entre els extrems del cons era de 76 cm. A la part posterior del con inferior tenia un petit coet de propel·lent sòlid d'11 kg. A l'extrem del con superior disposava de vuit petits impulsors per a correccions de velocitat i una antena dipol. La massa total era de 34,2 kg.
L'instrumental científic consistia en un sistema de televisió d'infraroigs per a estudiar la superfície de la Lluna, una càmera d'ionització per a mesurar els nivells de radiació, un conjunt diafragma-micròfon per a detectar micrometeorits, un magnetòmetre amb sensibilitat de 5 microgauss i diverses resistències variables d'ús intern. La font d'alimentació elèctrica eren unes bateries de níquel-cadmi per a la ignició dels coets, unes bateries de plata per al sistema de televisió i unes bateries de mercuri per a la resta de circuits. La transmissió per ràdio es feia a 108,06 MHz mitjançant l'antena dipol elèctrica, per a la telemesura i la informació Doppler, i una antena dipol magnètica per al sistema de televisió. Les ordres de terra es rebien a través de l'antena dipol elèctrica a 115 MHz.

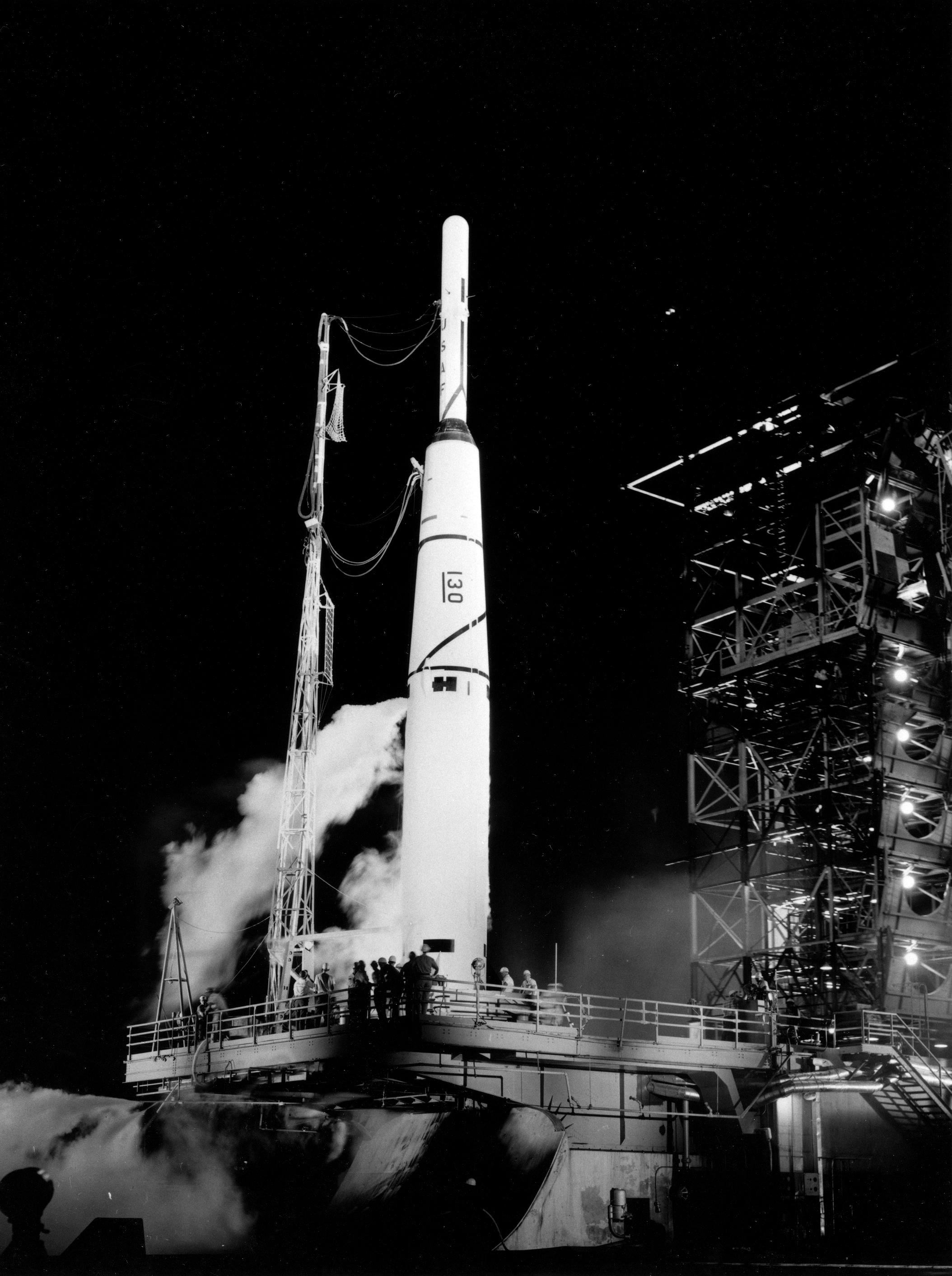
La Pioneer 1 al seu coet llançador.